# Menachem Mendel Schneersohn (Tzemah Tzedek)
Pour les articles homonymes, voir Schneersohn.
Menachem Mendel Schneersohn (1789- 1866) connu aussi sous le nom de Tzemach Tzedek est un posseq orthodoxe du XIXe siècle et le troisième Rebbe (guide spirituel) du mouvement hassidique Habad-Loubavitch. Il est enterré dans le village de Lioubavitchi.